# Cabane François-Xavier Bagnoud
Die Cabane François-Xavier Bagnoud (auch Cabane FXB Panossière) ist eine Berghütte im Wallis, im Tal des Ferienorts Verbier, dem Val de Bagnes. Sie liegt auf der östlichen Seitenmoräne des Corbassièregletscher auf 2641 m. ü. M.
Die Schutzhütte ist im Eigentum der Bürgergemeinde Bagnes.

## Geschichte
Die Hütte wurde 1893 als Holzhütte erbaut und 1909 auf 32 Plätze vergrössert. 1969 wurde als Ersatzbau eine Steinhütte gebaut, welche 1988 von einer Lawine zerstört wurde. Bis 1996 diente eine Baubaracke als Provisorium, dann wurde die neue Hütte – auch dank eines Beitrages der Stiftung Association François-Xavier Bagnoud – eröffnet. Diese umfasst 100 Schlafplätze. Die Hütte trägt den Namen des Schweizer Helikopterpiloten François-Xavier Bagnoud.

## Zustieg
Im Sommer ist die Hütte am schnellsten von Fionnay erreichbar. Weitere mögliche Zustiege sind von Brunet über die Hängebrücke Passerelle de Corbassière, von Mauvoisin über den Col des Otanes oder von Valsorey über den Col du Meitin. Die Normalroute im Winter beginnt in Mayen du Revers oder Fionnay. Ein weiterer Zustieg im Winter führt von der Cabane Brunet über den Col des Avouillons.

## Touren
Die Hütte ist Ausgangspunkt für Bergtouren auf den Grand Combin, Combin de Corbassière, Petit Combin und den Tournelon Blanc. Diese Gipfel werden sowohl im Sommer als auch im Winter bestiegen. Sie ist zudem eine beliebte Hütte für Wanderer. Die Hütte liegt auf dem Alpenpässe-Weg, der Tour des Combins und der AlpTrekking-Route.